# MC-P200
MC-P200は、セイコーインスツルメンツ（現セイコーインスツル(SII)）製のDDIポケット（現ウィルコム）向けPCカード形データ通信端末である。本項では同日販売された、MC-P210/TDについても説明する。

## 概要
DDIポケットが初めて発売した、PIAFS2.1に対応した、初のデータ端末である。前年に、PIAFS2.1にH"（音声）端末のPHS-J80が対応していた。
端末形状はPCカード型 Type IIを採用し、本体の色調は最初に発売されたモデルは緑、後期に販売されたモデルはシルバー系の色を採用している。
対応する通信形式は、データ通信のPIAFS（64K ・32K）の他、パソコンに専用ソフトをインストールした上で、イヤホンを本体にある端子に差し込んだ上で音声通話をする事も出来た。
MC-P210/TDは、ベースとなったMC-P200を「Two LINK DATA」に対応させたモデル。本体の色調は最初に発売されたモデルはピンク、後期に販売されたモデルは、MC-P200と同様にシルバー系の色になった。サービスを利用する事で発信番号が3箇所に限定する代わりに、月額料金を980円（税込みで1,029円、当時は税抜き表記）と割安なサービスが使える様にしていた。
付属品は、取扱説明書の他に、Windows用及びMacintosh用のセットアップディスクなど、またMC-P200には、さらにイヤホンマイクが付属していた。
本機種が販売された以降に開始された、AirH"以降のサービスには対応していない。

## 仕様（テンプレート外）
両機種とも共通である。
- 対応OS（各日本語版）
  - Microsoft Windows 95
  - Microsoft Windows 98
  - Microsoft Windows Millennium Edition
  - Microsoft Windows 2000
  - Microsoft Windows XP
  - Microsoft Windows NT 4.0
  - Classic Mac OS 8.5 / 8.5.1 /8.6 / 9.0 /9.0.4 / 9.1 / 9.2.1 / 9.2.2（9.2非対応）
  - Windows CE 2.1 / 2.11 / 3.0

## 歴史
- 1999年11月22日
  - MC-P200のテレコムエンジニアリングセンター(TELEC)による技術基準適合証明（技術基準適合証明番号JZAA0192210～0192214）
  - MC-P210/TDのTELECによる技術基準適合証明（技術基準適合証明番号JZAA0192215～0192219）
- 1999年12月10日
  - MC-P210/TDのTELECによる技術基準適合証明の工事設計認証（工事設計認証番号JZAA0041）
  - MC-P200のTELECによる技術基準適合証明の工事設計認証（工事設計認証番号JZAA0042）
- 1999年12月27日　MC-P2( )の電気通信端末機器審査協会(JATE)による技術基準適合認定の設計認証（設計認証番号A99-1284JP）
- 2000年1月12日　 MC-P200とMC-P210/TDの販売予定を発表。
- 2000年1月26日
  - MC-P200-91のJATEによる技術基準適合認定の設計認証（設計認証番号A00-0067JP）
  - MC-P200-91のTELECによる技術基準適合証明の工事設計認証（工事設計認証番号JZAA0049）
- 2000年2月　　　 MC-P200とMC-P210/TDが発売開始。
- 2000年8月11日
  - MC-P200のTELECによる技術基準適合証明の工事設計認証（工事設計認証番号JZAA0098）
  - MC-P210/TDのTELECによる技術基準適合証明の工事設計認証（工事設計認証番号JZAA0099）